# قسم كتول الريفي (مقاطعة علي أباد)
قسم کتول الریفي (بالفارسية: دهستان کتول) هي قسم تقع في إيران في غلستان. يقدر عدد سكانها بـ 33,729 نسمة .